# Liana (nome)
Liana  è un nome proprio di persona italiano femminile.

## Varianti in altre lingue
- Francese: Liane[2], Lianne[2]
- Inglese: Liana[1]
- Portoghese: Liana[1]
- Tedesco: Liane[3]

## Origine e diffusione
Viene generalmente indicato come il diminutivo di nomi che finiscono in -liana, come ad esempio: Eliana, Giuliana, Liliana e Massimiliana. Il nome richiama anche le liane, un noto tipo di piante rampicanti, il cui nome deriva forse dal francese liger, "legare".
Va notato che la forma francese Lianne può anche essere una variante di Leanne.
In alcune lingue, Liana è inoltre una variante del nome Lilia. 

## Onomastico
Il nome è di per sé adespota, quindi l'onomastico ricade il 1º novembre, giorno di Ognissanti; si può anche festeggiarlo lo stesso giorno dei nomi di cui lo si considera diminutivo.

## Persone

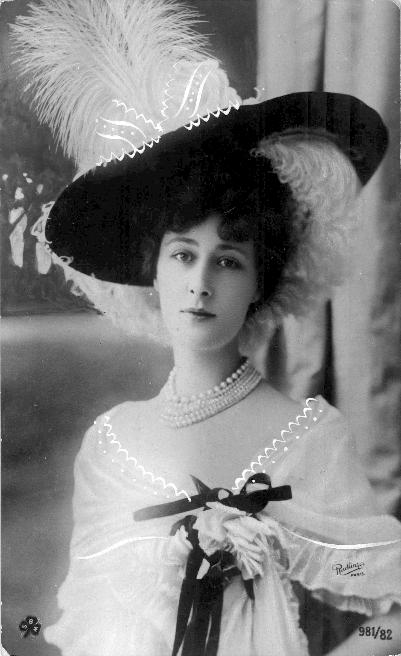
Liane de Pougy

- Amalia Liana Cambiasi Negretti Odescalchi, vero nome di Liala, scrittrice italiana
- Liana Del Balzo, attrice italiana
- Liana Kanellī, giornalista greca
- Liana Liberato, attrice statunitense
- Liana Millu, scrittrice, antifascista e partigiana italiana
- Liana Orfei, attrice teatrale, attrice cinematografica e circense italiana
- Liana Trouché, attrice italiana

### Varianti
- Lianella Carell, giornalista, attrice e scrittrice italiana
- Liane de Pougy, ballerina, scrittrice e cortigiana francese

## Il nome nelle arti
- Liana Egret è il nome della protagonista del romanzo Ombre di fiori sul mio cammino di Liala.
- Liane Cartman è un personaggio della serie animata South Park.